# Evgenija Solomonovna Ginzburg
Evgenija Solomonovna Ginzburg in russo Евгения Соломоновна Гинзбург? (Mosca, 20 dicembre 1904 – 25 maggio 1977) è stata una scrittrice russa, di ascendenza ebraica.

## Biografia
Nasce a Mosca in una famiglia ebraica della classe media (il padre era un farmacista). La famiglia si trasferisce a Kazan nel 1909. Laureatasi in psicopedagogia e storia presso l'Università di Kazan', diviene successivamente docente associata presso tale ateneo.
Dopo la fine del primo matrimonio con Dmitriy Fedorov, sposa intorno al 1930 Pavel Aksënov, dirigente del Partito Comunista dell'Unione Sovietica, cui si iscrive nel 1932. Dopo l'assassinio di Sergej Kirov nel 1934, viene espulsa dal partito insieme a tantissimi intellettuali e nel 1935 è costretta a dare le dimissioni dal suo incarico di capo del dipartimento di sudi leninisti in università. Nel 1937 è arrestata con l'accusa di trotskismo e terrorismo. Dopo un processo durato 7 giorni viene condannata a dieci anni, di cui passa i primi due in isolamento. Trasferita in un gulag della Kolyma, nella Siberia orientale, patisce le umiliazioni, i soprusi e le dure condizioni della prigionia.
Scarcerata nel 1947, morto Stalin nel 1953, viene riabilitata nel 1955, e nel 1962 termina il romanzo autobiografico Viaggio nella vertigine, testimonianza drammatica degli orrori dello stalinismo. Il libro fu diffuso clandestinamente e, pubblicato per primo a sua insaputa in Italia nel 1967, ottiene il successo internazionale. Quando il KGB entra in possesso dell'archivio di Solženicyn, dove ci sono vari riferimenti al libro, il ministro della sicurezza dell'URSS definisce diffamatoria l'opera della Ginzburg. Muore di tumore nel 1977. Era madre dello scrittore Vasilij Pavlovič Aksënov, autore di Il biglietto stellato.

## Film
Dal romanzo autobiografico della scrittrice Viaggio nella vertigine, sono stati tratti due film: il primo del 1974 E cominciò il viaggio nella vertigine ed il secondo del 2009 con Emily Watson che interpreta Evgenija Ginzburg nel film Viaggio nella vertigine.